# مطار كربلاء الشمالي الشرقي
مطار كربلاء الشمالي الشرقي، المعروف أيضًا باسم مطار الإمام الحسين الدولي، يعتبر مشروعًا إقليميًا قيد التطوير في محافظة كربلاء بالعراق. يهدف المطار إلى تعزيز البنية التحتية الجوية في المنطقة وتلبية احتياجات النقل الجوي المتزايدة، ويقع على بعد مسافة قريبة شمال شرق مدينة كربلاء.

## التاريخ
كان هذا الموقع سابقًا مهبطًا مساعدًا للقوات الجوية العراقية، يتكون من مدرج بطول 10,000 قدم (3.0 كيلومترات) ومنصة صغيرة لوقوف الطائرات. يبدو أنه ُترك مهجورًا بعد حرب الخليج عام 1991، و استولت عليه من قبل قوات التحالف بقيادة الولايات المتحدة خلال عملية حرية العراق في مارس 2003.[بحاجة لمصدر]
تُظهر الصور الجوية أن المدرج قد أُعيد تعبيد سطحه؛ ومع ذلك، لم يسجل المطار بعد لدى الاتحاد الدولي للنقل الجوي (IATA)، ولا توجد طائرات متوقفة على منصة وقوف الطائرات الخاصة به.[بحاجة لمصدر]

## انظر أيضآ
- الحسين بن علي
- العباس بن علي
- قائمة مطارات العراق